# Идеалистический подход к истории
Идеалисти́ческий подхо́д к исто́рии — авторская теория истории Г. И. Герасимова. Идеализм, как теоретическое основание господствовал в течение большей части человеческой истории и лишь в XIX веке уступил своё первенство материалистическому подходу, в котором различные объективные факторы, такие как климат, география, производительные силы, демография, технологии и др. играют роль источника исторических изменений, а человек — инструмент, посредством которого внешние силы, задающие вектор исторического развития, осуществляют свои цели. Как считает доктор исторических наук, профессор Б. В. Личман, в идеалистическом подходе Г. И. Герасимова причиной всех исторических событий является реализация человеком сформировавшихся в его разуме идей. Однако исторической идеей признается не любая мысль, а только та, которая изменяет человеческую деятельность и человеческое бытие, разрушает цикличный консерватизм и приводит к исторической эволюции. Личман считает данный тезис автора довольно оригинальным и отмечает, что исторический идеализм понимал только Л. фон Мизес. В христианском идеализме идеей как главной причиной исторических изменений является Бог, у Гегеля — саморазвивающийся и познающий себя абсолютный дух, у Герасимова под идеей понимается человеческая мысль.

## Основные положения идеалистического подхода
Основными положениями идеалистического подхода, по мнению Б. В. Личмана, являются:
- Мировоззрение определяется как система иерархических идей, обусловливающих ценности данной культуры и общества;
- Смена мировоззренческих систем лежит в основе развития истории и может рассматриваться как основа периодизации российской истории, в которой последовательно меняли друг друга мифологическое (языческое), христианское православное, коммунистическое, либеральное мировоззрения;
- Идеи создаются свободным творчеством человеческого разума, а это означает, что история не имеет закономерного развития, а является результатом творчества человека. Причём человек властен не только над своим настоящим и будущим, но и над прошлым, создавая различные его варианты, исходя из разных мировоззрений и исторических концепций;
- История является результатом борьбы интеллектов и идей, а в любом противостоянии побеждает общество с более эффективными идеями. Реализация данных идей не только определяет жизнь, быт и культуру общества, но и изменяет окружающий мир в новую реальность;

Исходя из определяющей роли мировоззрения, российская история XIX — нач. XX вв. рассматривается Г. И. Герасимовым как борьба православия и западноевропейского рационализма, которую Русская православная церковь проиграло из-за своей идейной немощи.

## Оценки идеалистического подхода
Доктор исторических наук, профессор В. В. Гаврищук считает, что в рамках своего идеалистического подхода Г. И. Герасимов смог рассмотреть историческую эволюцию русского общества и государства с позиции реализации идеи, созданной в результате творческой деятельности отдельного человека и затем получившего распространение среди всего народа.
Кандидат исторических наук Н. И. Чуев пишет, что процесс творчества в идеалистическом подходе является основой не только для новых более эффективных способов производства и научно-технического прогресса, но и для социально-экономических и политических изменений жизнедеятельности общества и государственного устройства.
Б. В. Личман считает, что можно рассмотреть возможность признания идеалистической теории.
В. В. Гаврищук считает, что идеалистическая теория смогла разъяснить некоторые непонятные с точки зрения материалистического подхода аспекты, однако замечает, что идеалистическая теория проверялась только на одном периоде истории России, а для доказательства ее верности необходима проверка на всей истории России.

## Дискуссионные и спорные тезисы идеалистического подхода
В идеалистическом подходе к истории по мнению В. В. Гаврищука содержатся чрезмерно радикальные и смелые заявления. Так, Г. И. Герасимов заявляет, что прошлого как объективной реальности не существует, это всего лишь субъективные представления о прошлом. По этому поводу В. В. Гаврищук пишет, что хотя позитивистские и марксистские подходы к историческим источникам и артефактам имеют определенные недостатки, однако отрицание прошлого как объективной сущности лишает историю всякой связи с реальностью.
Неоднозначную реакцию в среде историков вызвало утверждение Г. И. Герасимова о том, что история описывает не само прошлое как абсолютно доказанные факты, а некие образы прошлого, которые могут меняться в зависимости от исторической эпохи. По мнению В. В. Гаврищука несмотря на то, что хотя данный тезис развился в духе современного толерантного отношения к истории других народов, однако приравнивание научной и мифологической истории недопустимо, хотя Э. Кассирер, Л. Леви-Брюль, А. Ф. Лосев заявляли об истинности мифа, но с позиций современной истории это все же искажённое представление о прошлом. Другая претензия состоит в том, что признание одинаковой истинности религиозной, мифологической и научной истории в позиции Г. И. Герасимова приводит к отрицанию возможности создания объективной истории, подрыву основ научности и релятивизму. Однако, — как отмечает В. В. Гаврищук, — мы уже и так являемся свидетелями того, что историки могут трактовать одно и тоже событие с совершенно разных точек зрения, описанное с различных концептуальных позиций, предстаёт в диаметрально противоположном виде.
К спорным суждениям Б. В. Личман относит неопределённость в отношении понятия истины, а также методологическую часть идеалистического подхода, и в частности используемый Г. И. Герасимовым метод понимания. Также Личман отмечает, что для изучения лежащих в основе идеалистического подхода идей и мировоззрений нужны новые методы, пока отсутствующие в современной исторической науке.

## Политическая концепция Г. И. Герасимова
По мнению В. В. Гаврищука идеалистический подход к истории предлагает новый инновационный взгляд на общество, государства и власть как результат творческой деятельности человеческого разума. Ещё более радикально выглядят утверждения о власти как способа одного человека или группы людей воплотить на практике свои идеи при помощи других людей. Данное утверждение согласуется с теоретической концепцией автора, однако по мнению В. В. Гаврищука является довольно спорной при попытке применения на практике. Еще одним оригинальным тезисом автора теории является заявление, что власть является «инструментом творчества одних людей при помощи других». В. В. Гаврищук отмечает крайнюю спорность данного тезиса в связи с тем, что хотя власть расширяет возможности для реализации творческих идей, однако не всегда власть используется для реализации творческих планов и часто сопровождается насильственными действиями. Также В. В. Гаврищука отмечает крайнюю спорность тезиса автора о том, что насилие тоже является одной из форм творчества.
Гаврищук обращает внимание на тезис Герасимова о том, что насилием власть обычно компенсирует свою слабую идейную устойчивость, когда лежащие в основе законности власти идеи теряют авторитет для населения. Однако автор отмечает, что любое применение насилие имеет ограничения. При этом при слишком слабой идее по мнению автора власти вообще не могут осуществлять насилие (как СССР накануне распада).

## История России в XVIII — нач. XX вв. с позиций идеалистического подхода
По заявлению автора, он провел проверку своих теоретических построений на конкретном примере смены власти в России в начале XX веках. По его мнению, еще в допетровскую эпоху Россия начала отставать от стран Европы в военном отношении, что грозило потерей независимости. В связи с этим власти России были вынуждены провести технологическую модернизацию путем заимствования научно-технических достижений Европы. Однако данная модернизация потребовала также заимствования рационалистического, секуляризированного мышления, что подрывало традиционные устои как в виде веры в незыблемость власти царя, так и православной веры. Данный процесс охватил сначала русское дворянство (которое вместо русской культуры становилось приверженцами французской, немецкой и английской), однако западное мировоззрение постепенно охватило и другие слои населения — интеллигенцию, разночинцев, а впоследствии и рабочих. В результате к началу XX по мнению автора православие потеряло авторитет не только среди образованных слоев населения, но и среди рабочих и крестьян. Одновременно по мнению автора был потерян авторитет самодержавия среди народа, что и послужило причиной революций 1905 и 1917 годов, которую провели солдаты из среды крестьянства. Автор не согласен с превалирующей трактовкой одномоментной смены власти в России и считает, что смена власти происходила постепенно в течение долгого времени. По мнению автора смена власти началась с введения при Великих реформах земского и городского самоуправления, где превалировало влияние настроенных против самодержавия либералов. Во время революции 1905 года у большевиков, эсеров и меньшевиков временно появились свои альтернативные органы власти (Советы). В появившейся после революции 1905 года Государственной Думе тоже превалировали противники самодержавия и именно на ее основе в 1917 году было сформировано Временное правительство.

### Отзывы
1. В.В. Гаврищук. Об идеалистическом подходе к истории Г. И. Герасимова // Право и образование. — 2019. — № 5. — С. 170—177.
2. Личман Б. В. О новой концепции теории истории в книге Г. И. Герасимова «мировоззренческие основы истории России (середина XIX — начало XX вв.)». — История и современное мировоззрение, 2019. — Т. 1, № 2. — С. 23—30.
3. Чуев Н. И. Рецензия на статью доктора исторических наук Г. И. Герасимова «Творчество как основа мировоззрения: прошлое, настоящее, будущее». — История и современное мировоззрение, 2019. — Т. 1, № 3. — С. 17.
4. Исаев Д. П. Рецензия на работу: Герасимов Г. И. Идеалистический подход к истории. Основы теории.. — Новое прошлое, 2021. — № 2. — С. 234—240.

### Прочее
1. Кареев Н. И. Историология: Теория исторического процесса. М.: Книжный дом «ЛИБРОКОМ», 2011. 328 с.
2. Кареев Н. Теория исторического знания. СПб.: Тип. М. М. Стасюлевича, 1913. 320 с.
3. Коллингвуд Р. Дж. Идея истории. Автобиография. М.: Наука, 1980. 485 с.
4. Кроче Б. Антология сочинений по философии. СПб.: «Пневма», 1999. 480 с.
5. Лавров П. Л. Исторические письма. 1868—1869 // Философия и социология. Избранные про¬изведения в 2-х т. М.: «Мысль», Т. 2. 1965. С. 5-328.
6. Лаппо-Данилевский А. С. Методология истории: в 2-х т. Т. 2. М.: Российская политическая энциклопедия (РОССПЭН), 2010. 632 с.
7. Мизес Л. Теория и история: Интерпретация социально-экономической эволюции]. М.: ЮНИТИ-ДАНА, 2001. 295 с.
8. Михайловский Н. К. Сочинения Т. 1-6. СПб: Тип. М. М. Стасюлевича, 1887—1894.
9. Поппер К. Р. Нищета историцизма]. М.: Прогресс: VIA, 1993. 185с.
10. Савельева И. М., Полетаев А. В. Теория исторического знания. СПб.: Алетейя; М.: ГУ ВШЭ, 2008. 523 с.
11. Юркевич П. Д. Идея / Юркевич П. Д. Философские произведения. М: Правда, 1990. 669 с.

### Публикации автора
1. Герасимов Г. И. История и мировоззрение //Социально-политические науки. 2017. № 4. С.160-163.
2. Герасимов Г. И. Идеалистический подход к истории //Исторический журнал: научные исследования. 2017. № 5. С.21-36.
3. Герасимов Г. И. Прошлое как объект истории // Genesis: исторические исследования. 2017. № 10. С.1-19.
4. Герасимов Г. И. Субъект истории и источник исторического развития //История. Историки. Источники. 1917. № 4.
5. Герасимов Г. И. История, создающая прошлое //Социально-политические науки. 2017. № 6. С.140-144.
6. Герасимов Г. И. Идеи как основа ноосферы и человеческой истории // Ноосферные исследования. 2017. Выпуск 2 (18). С. 50-62
7. Герасимов Г. И. Взгляд на исторический источник с позиций идеализма // История. Историки. Источники. 2018. № 1;
8. Герасимов Г. Идеалистический подход к истории: Основы теории / Григорий Герасимов.[б.м.]: Издательские решения, 2018. 184 с.
9. Герасимов Г. И. Мировоззренческие основы истории России (середина XIX — начало XX вв.). Тула: Третий путь, 2019. 528 с.
10. Герасимов Г. И. Теория и история // Новое прошлое. 2019. № 1. С.130-146. Герасимов Г. И. Историческое время // Философия и культура. 2018. № 4. — С.28-38.
11. Герасимов Г. И. Идеалистический взгляд на историю // История и современное мировоззрение". 2019. № 1. С.12-20.
12. Герасимов Г. И. Позитивная история России. Идеалистический подход // История и современное мировоззрение". 2019. Т.1. № 2. С.42-50.
13. Герасимов Г. И. Музеология как гуманитарная наука // Философия и культура. — 2022. — № 4. — С.113-125. DOI: 10.7256/2454-0757.2022.4.37794 URL: https://e-notabene.ru/pfk/article_37794.html
14. Герасимов Г. И. Музей как идеальное явление. // Вопросы музеологии. — 2020. — № 11 (1). — С. 119—132. https://doi.org/10.21638/11701/spbu27.2020.11
15. Герасимов Г. И. Идеальная сущность музейного предмета. // Вопросы музеологии, 2021. — 12(1). — 116—130. https://doi.org/10.21638/spbu27.2021.112